# Anthony de Verteuil
Michael Anthony de Verteuil (* 7. Mai 1932 in London, Vereinigtes Königreich) ist ein trinidadischer Historiker.

## Leben
De Verteuil wurde in London geboren. Seine Eltern gingen zurück nach Trinidad, als er zehn Monate alt war. Als Schüler besuchte de Verteuil das St. Mary’s College, ein katholisches Gymnasium in Port of Spain. Mit 20 Jahren plante er ein Studium der Forstwissenschaft in Wales, entschied sich dann aber für eine geistliche Karriere und absolvierte sein Noviziat in Québec. Anschließend studierte er am University College in Dublin, das er 1962 mit einem Bachelor in Englisch und Geschichte abschloss. Es folgte die Weihe zum katholischen Priester. Einige Monate war er als Missionar in Nigeria tätig, bevor er 1963 nach Trinidad zurückkehrte und eine Stelle als Lehrer am St. Mary’s College aufnahm. Von 1966 bis 1968 war er stellvertretender Direktor am Fatima College im Stadtteil St. James. Ab 1968 unterrichtete er wieder am St. Mary’s College und war ab 1978 dessen Direktor. 1992 ging er in den Ruhestand, hält aber in seiner Freizeit weiterhin am College Religionsunterricht und auf Trinity TV Messen ab.

## Wirken als Schriftsteller
Einen Schwerpunkt des Wirkens de Verteuils bilden Werke über die Geschichte der Franko-Kreolen Trinidads, einer Ethnie, der er selbst angehört. Durch seine Wurzeln in der frankokreolischen Gemeinde Trinidads kann er für seine Recherchen auf Unterlagen aus dem Besitz alteingesessener Familien zurückgreifen, was einen tiefen und plastischen Einblick in das Leben der seit der Cedula de populacion von 1783 nach Trinidad eingewanderten Familien ermöglicht. Vereinzelt wird an de Verteuils Stil kritisiert, dass er frankokreolische Sichtweisen der in seinen Büchern jeweils thematisierten Epochen gelegentlich kritiklos übernimmt, was für den uninvolvierten Leser zum Teil altmodisch oder unfreiwillig komisch wirken kann, darüber hinaus aber beispielsweise im Falle der Verharmlosung der Jagd auf Maroons ethischen Vorstellungen des 21. Jahrhunderts widerspricht. Einen weiteren Schwerpunkt von de Verteuils Arbeit bildet die Geschichte weiterer Ethnien in Trinidad, so publizierte er Bücher über Geschichte und Einflüsse der Deutschen, Inder, Iren, Juden und Korsen in Trinidad.

## Werke (Auszug)

### Sachbücher
- 1973: Sir Louis de Verteuil: his life and times, Trinidad, 1800-1900 (Columbus Publishers)
- 1978: Trinidad`s French Verse 1850-1900 (Instant Print)
- 1984: The Years of Revolt: Trinidad 1881-1888 (Paria Publishing)
- 1986: Sylvester Devenish and the Irish in nineteenth century Trinidad (Paria Publishing)
- 1987: A History of Diego Martin  (Paria Publishing)
- 1989: Eight East Indian Immigrants (Paria Publishing)
- 1992: Seven Slaves and Slavery: Trinidad, 1777-1838 (Selbstverlag)
- 1993: Scientific Sorties (Litho Press)
- 1994: The Germans in Trinidad (Selbstverlag)
- 1995: Martyrs and Murderers: Trinidad, 1699 (Litho Press)
- 1996: Surgery in Trinidad (Selbstverlag)
- 1997: The de Verteuils of Trinidad, 1797-1997: A case study of a French Creole family (Litho Press)
- 2000: The Great Estates of Trinidad (Selbstverlag)
- 2001: Shepherds of God: Priestly vocations from the archdiocese of Port of Spain (Litho Press)
- 2002: Western Isles of Trinidad (Paria Publishing)
- 2004: Temples of Trinidad (Selbstverlag)
- 2005: The Corsicans in Trinidad (Litho Press)
- 2006: The McShines of Trinidad (Litho Press)
- 2008: Leon de Gannes, Trinidad`s Raconteur (Litho Press)
- 2009: The Black Earth of South Naparima (Litho Press)

### Prosa
- 1981: The Story of Gene Smile and the gas station racket (Paria Publishing)

## Auszeichnungen
- 1993: Hummingbird Medal in Gold
- 2004: Ehrendoktorwürde der University of the West Indies